# Huang Liangcai
Huang Liangcai (chiń. upr. 黄良财; ur. 25 lipca 1984 w Guangdong) – chiński florecista, złoty medalista mistrzostw świata.
W 2004 roku zdobył złoto w zawodach drużynowych na mistrzostwach świata juniorów w Płowdiwie.
Podczas mistrzostw świata w Paryżu w 2010 roku Chińczycy w składzie: Huang Liangcai, Lei Sheng, Zhu Jun i Zhang Liangliang zdobyli złoty medal w zawodach drużynowych. W tej samej konkurencji był również czwarty na mistrzostwach świata w Petersburgu w 2007 roku i mistrzostwach świata w Antalyi w 2009 roku.
Ponadto zdobył złoty medal drużynowo na igrzyskach azjatyckich w Kantonie (2010).
Nigdy nie wziął udziału w igrzyskach olimpijskich.